# Шлеталь
Шлеталь (фр. Schleithal) — коммуна на северо-востоке Франции в регионе Гранд-Эст (бывший Эльзас — Шампань — Арденны — Лотарингия), департамент Нижний Рейн, округ Агно-Висамбур, кантон Висамбур.
Площадь коммуны — 9,12 км², население — 1438 человек (2006) с тенденцией к стабилизации: 1473 человека (2013), плотность населения — 161,5 чел/км².

## Население
Население коммуны в 2011 году составляло 1449 человек, в 2012 году — 1461 человек, а в 2013-м — 1473 человека.
| 1962 | 1968 | 1975 | 1982 | 1990 | 1999 | 2006 | 2008 | 2011 | 2012 | 2013 |
| ---- | ---- | ---- | ---- | ---- | ---- | ---- | ---- | ---- | ---- | ---- |
| 1473 | 1459 | 1468 | 1389 | 1374 | 1395 | 1438 | 1450 | 1449 | 1461 | 1473 |

Динамика населения:

## Экономика
В 2010 году из 940 человек трудоспособного возраста (от 15 до 64 лет) 730 были экономически активными, 210 — неактивными (показатель активности 77,7 %, в 1999 году — 71,5 %). Из 730 активных трудоспособных жителей работал 701 человек (398 мужчин и 303 женщины), 29 числились безработными (10 мужчин и 19 женщин). Среди 210 трудоспособных неактивных граждан 55 были учениками либо студентами, 66 — пенсионерами, а ещё 89 — были неактивны в силу других причин.

## Достопримечательности (фотогалерея)

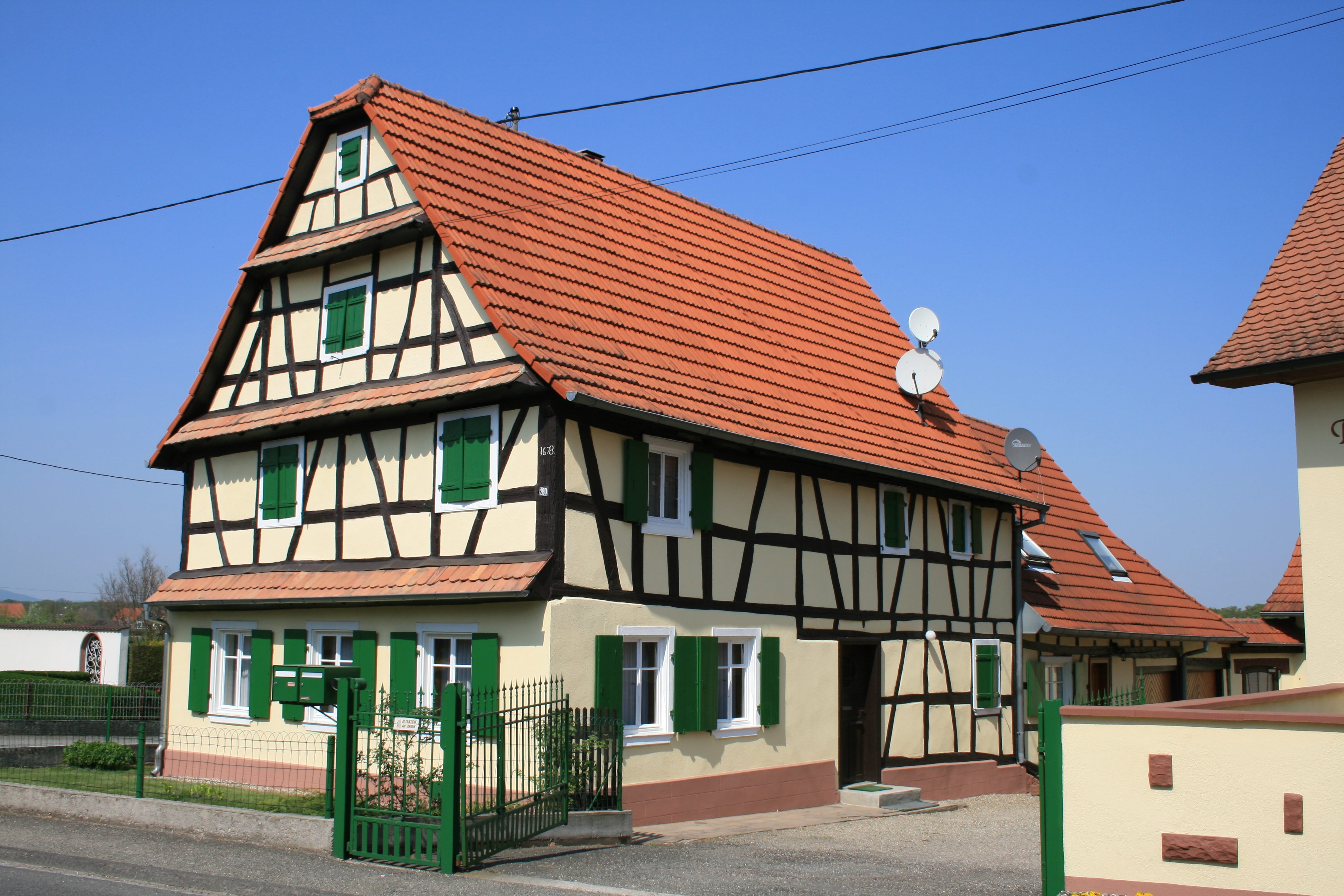
Фахверковый дом
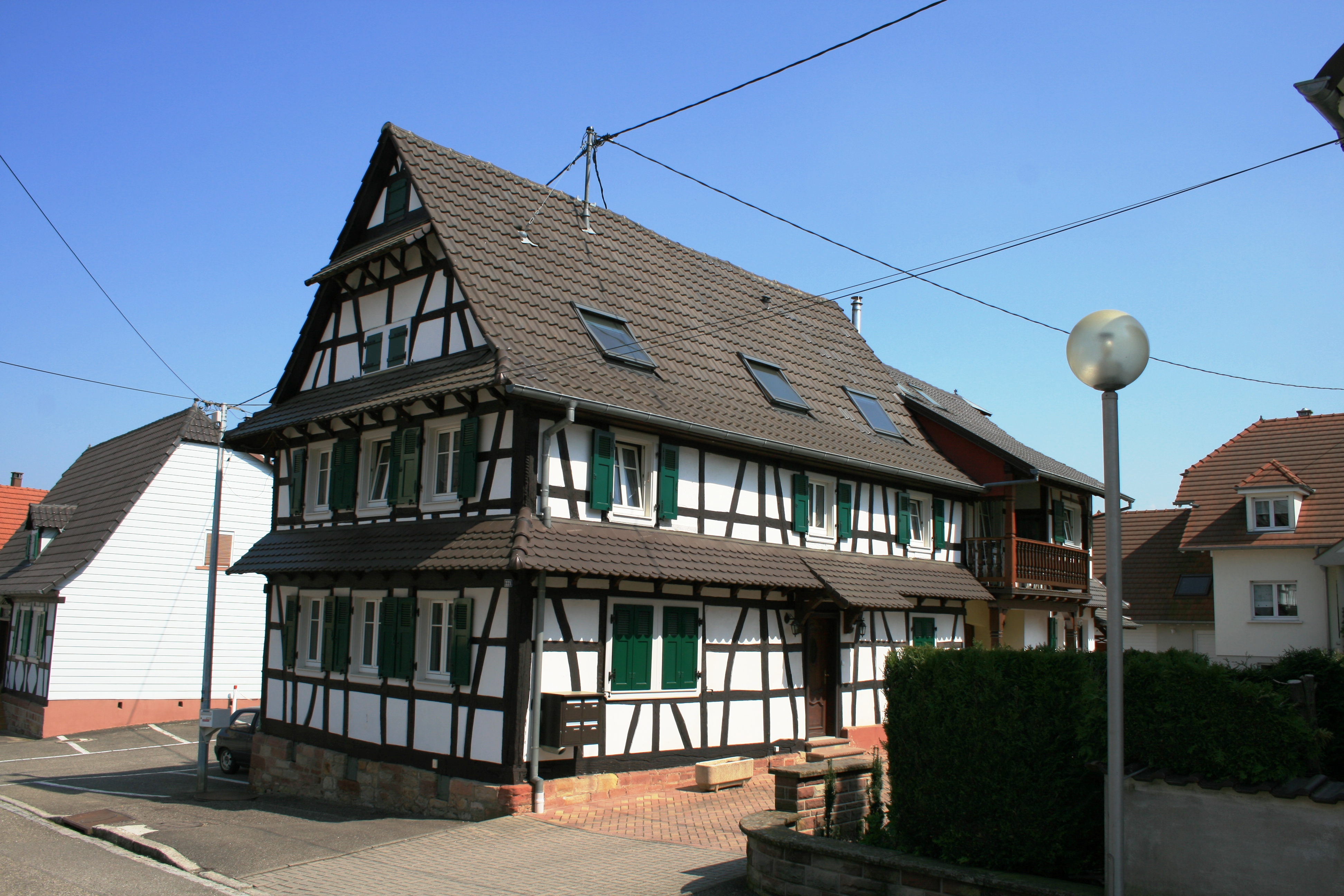
Фахверковый дом
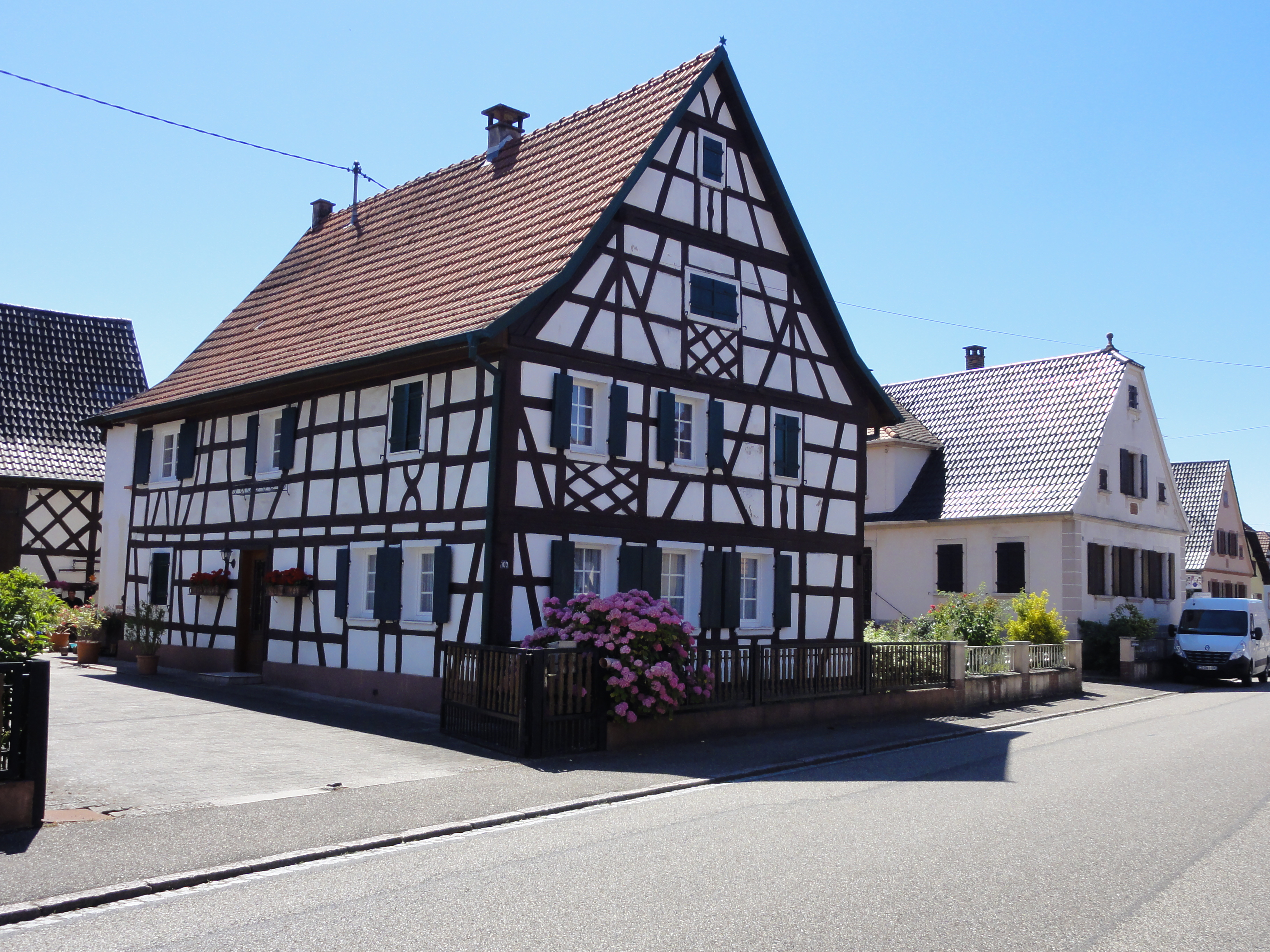
Фахверковый дом
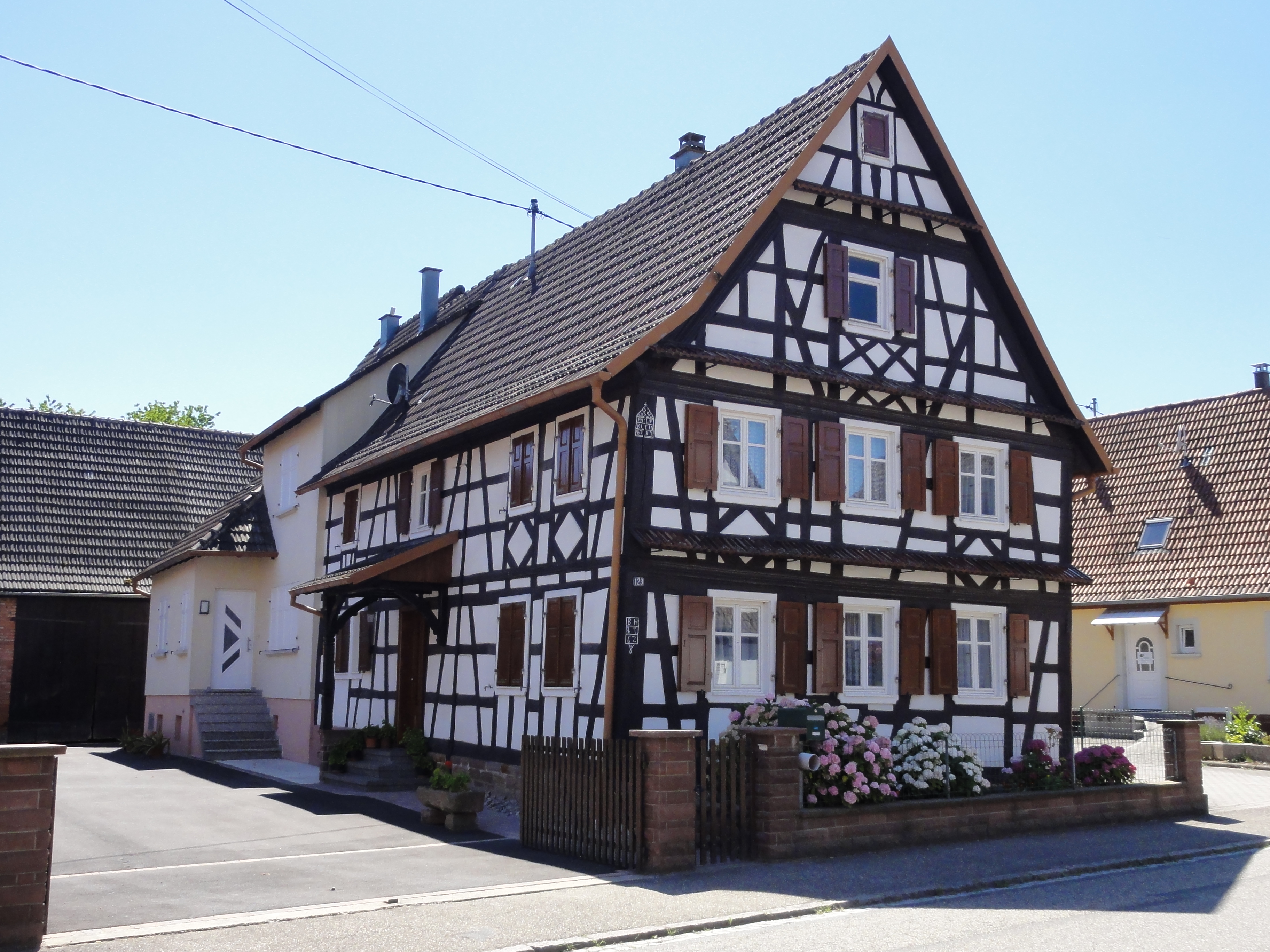
Фахверковый дом
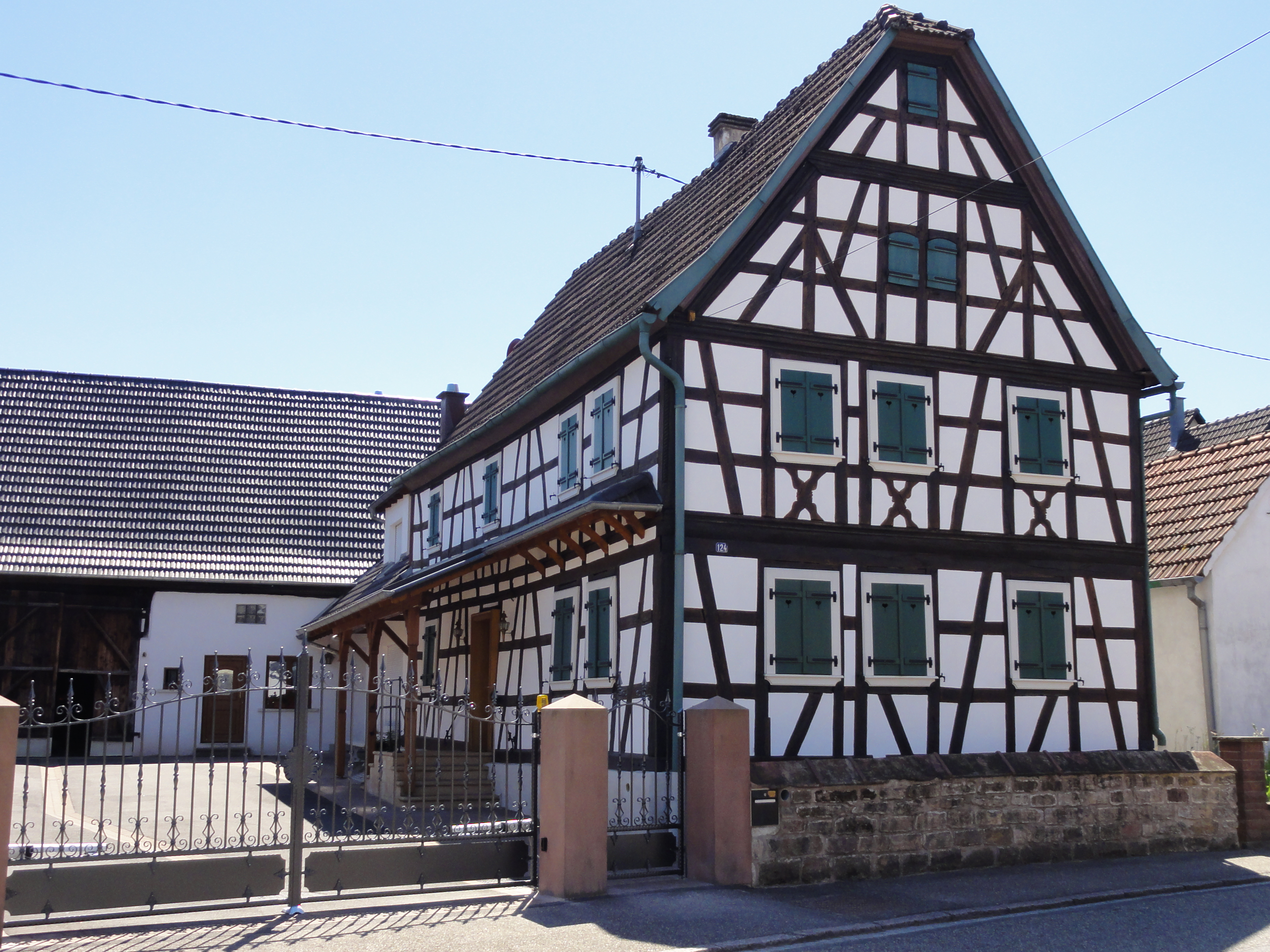
Фахверковый дом
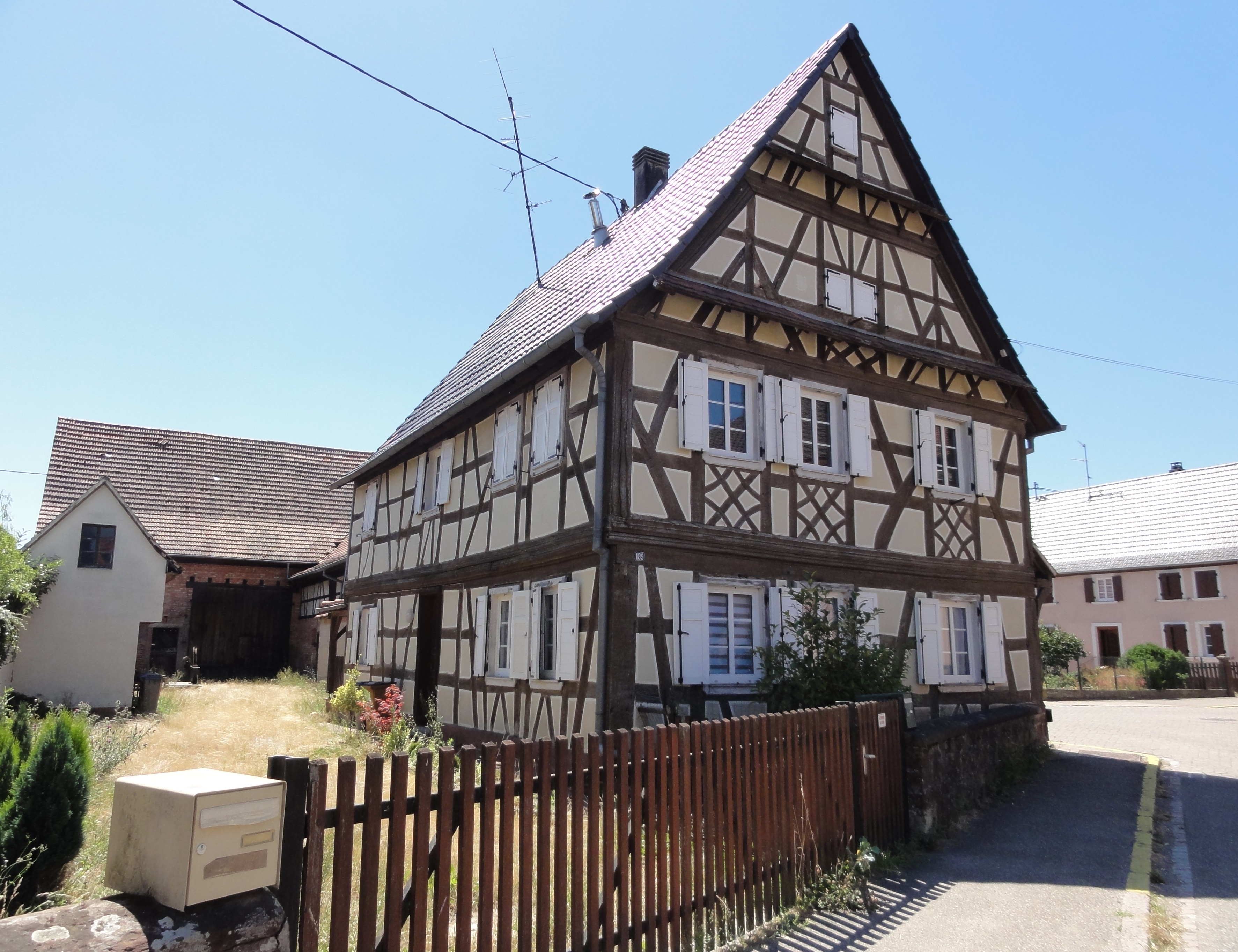
Фахверковый дом
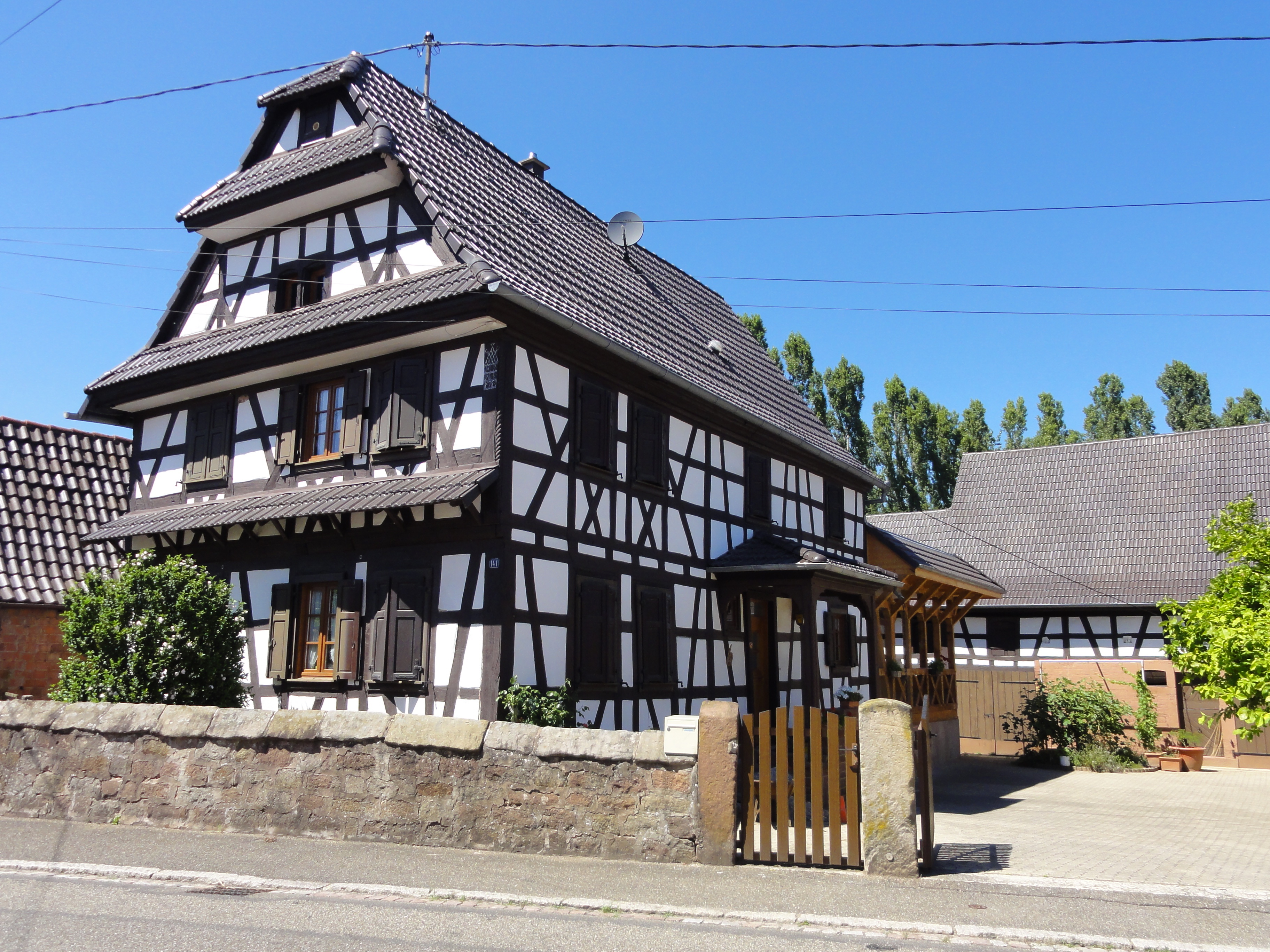
Фахверковый дом
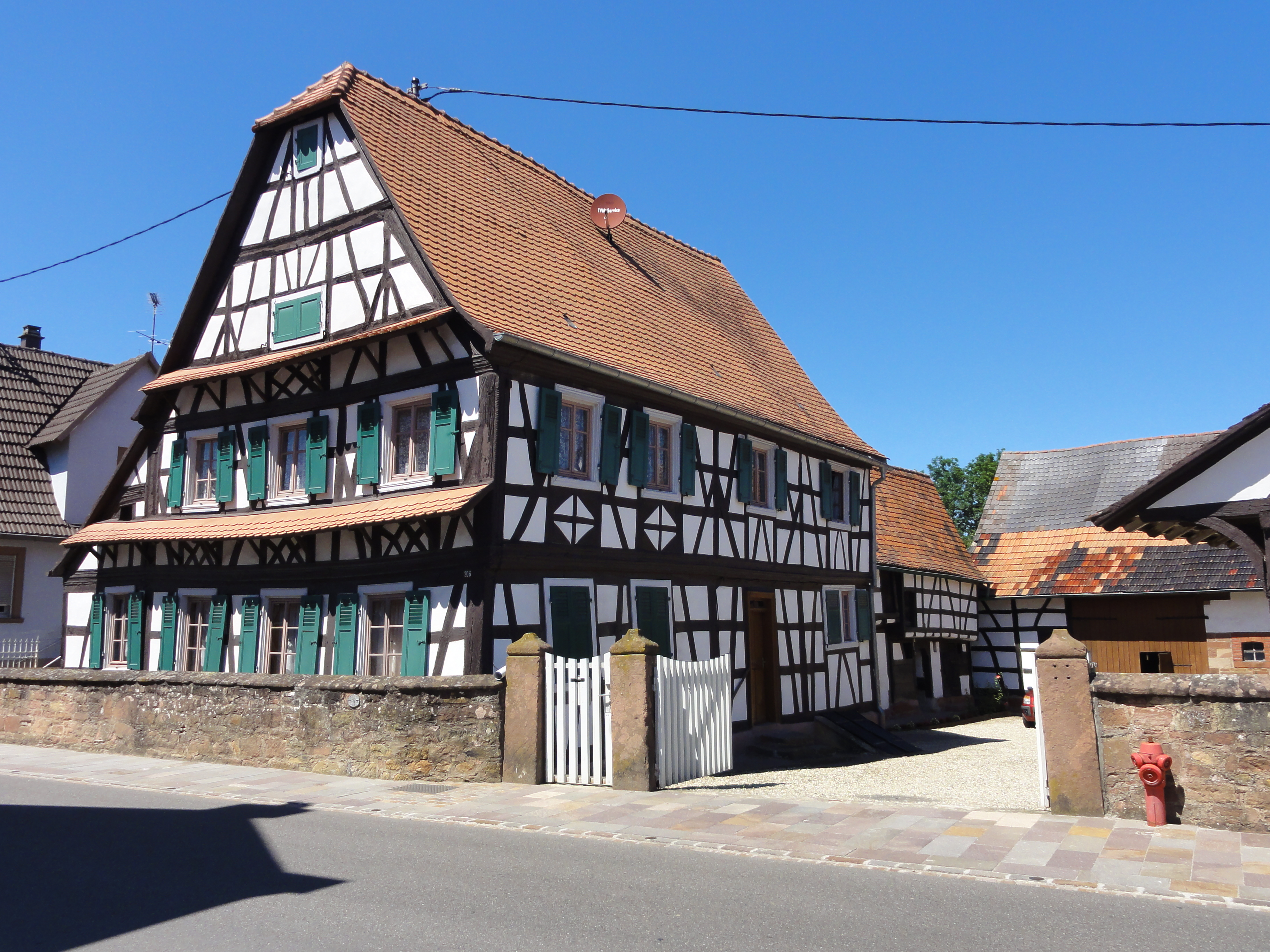
Фахверковый дом
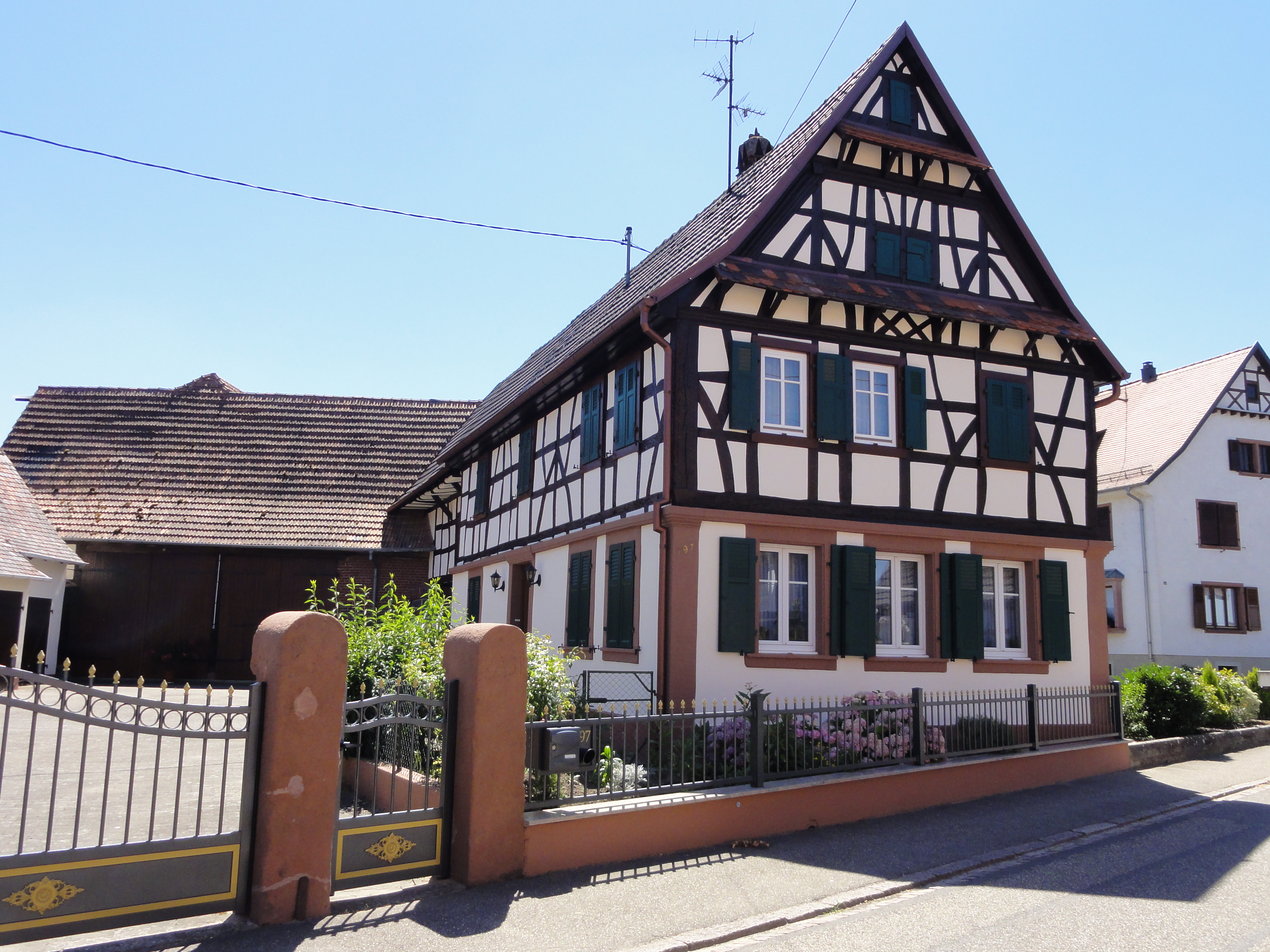
Фахверковый дом
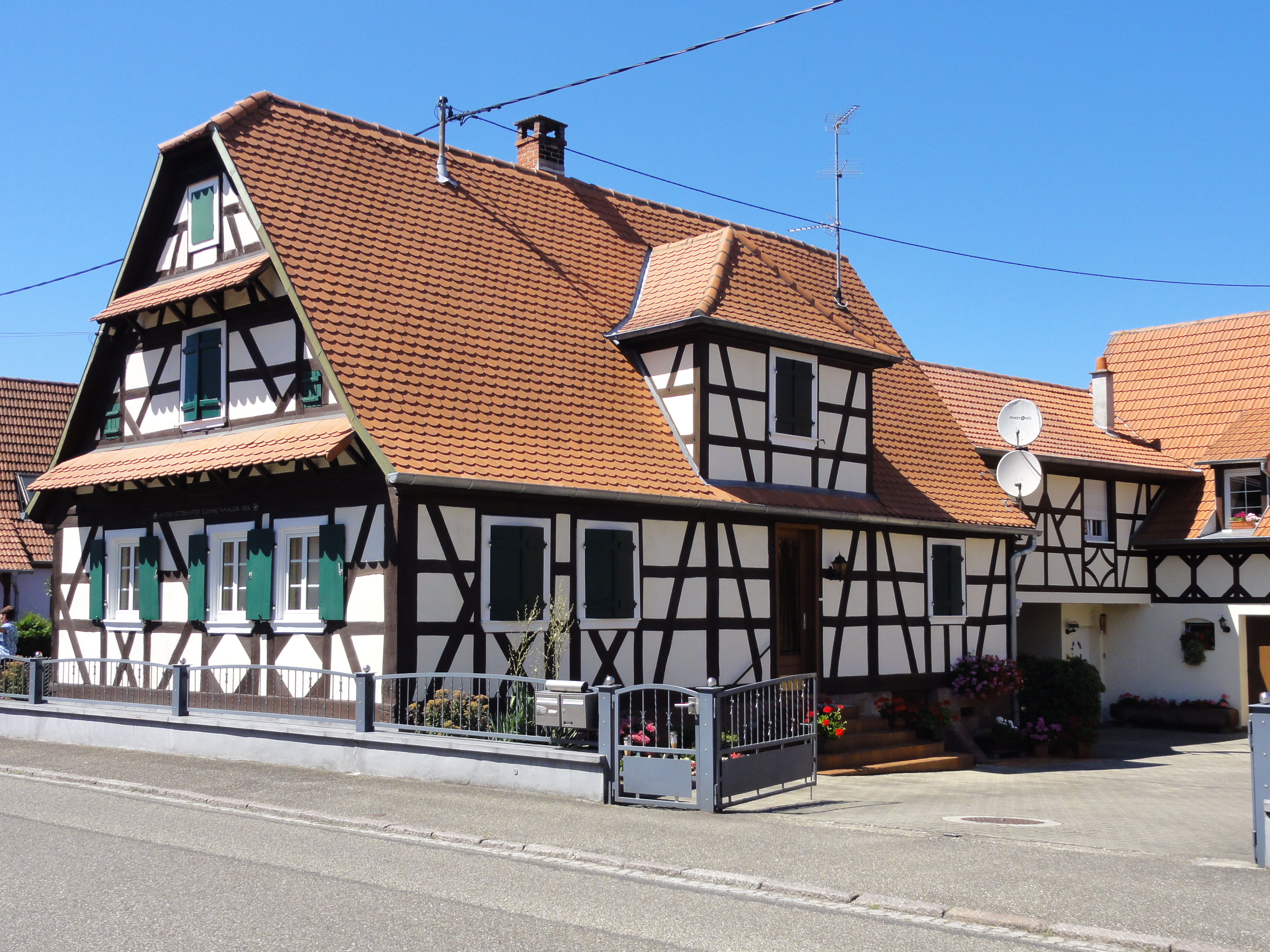
Фахверковый дом
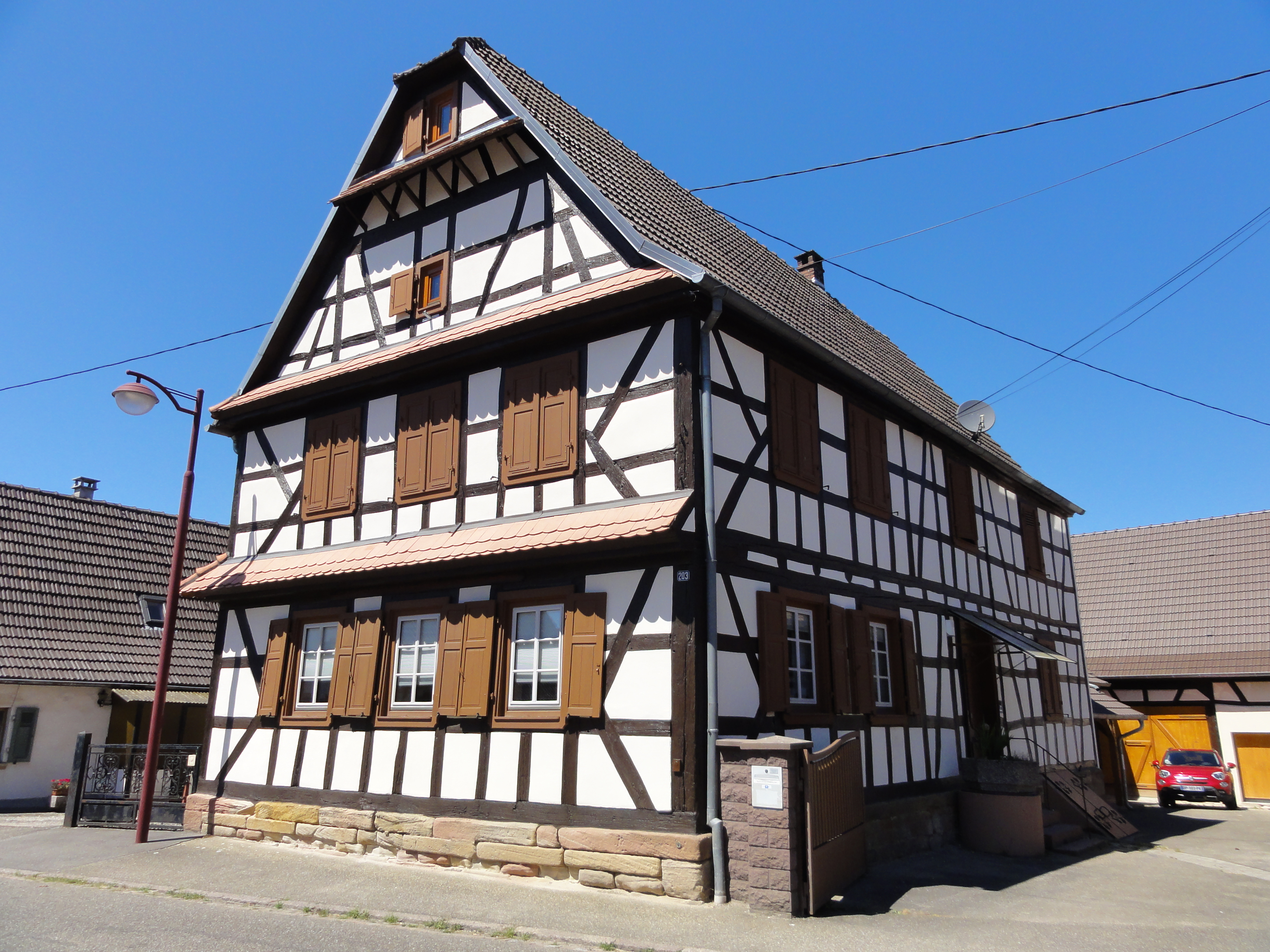
Фахверковый дом
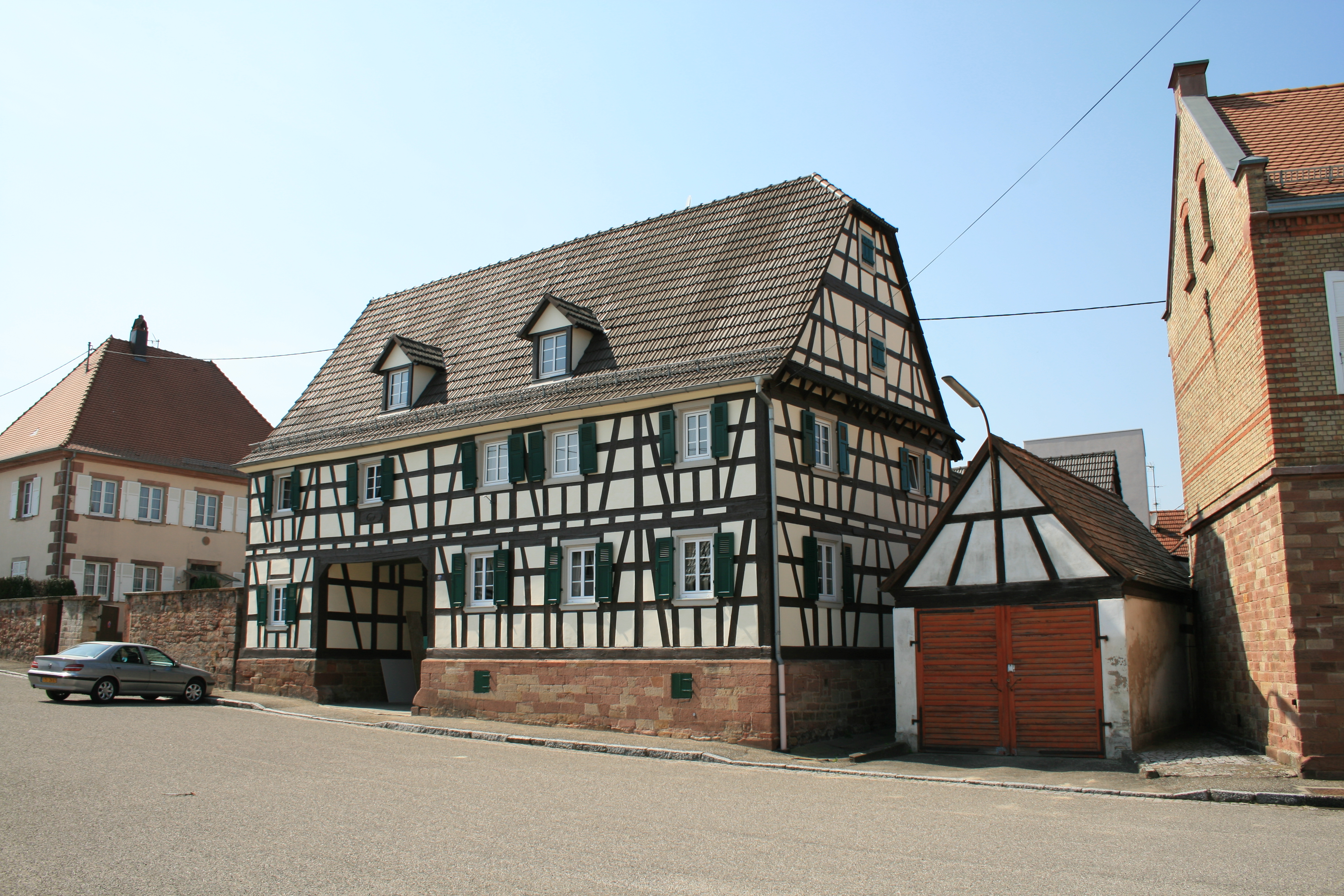
Фахверковый дом
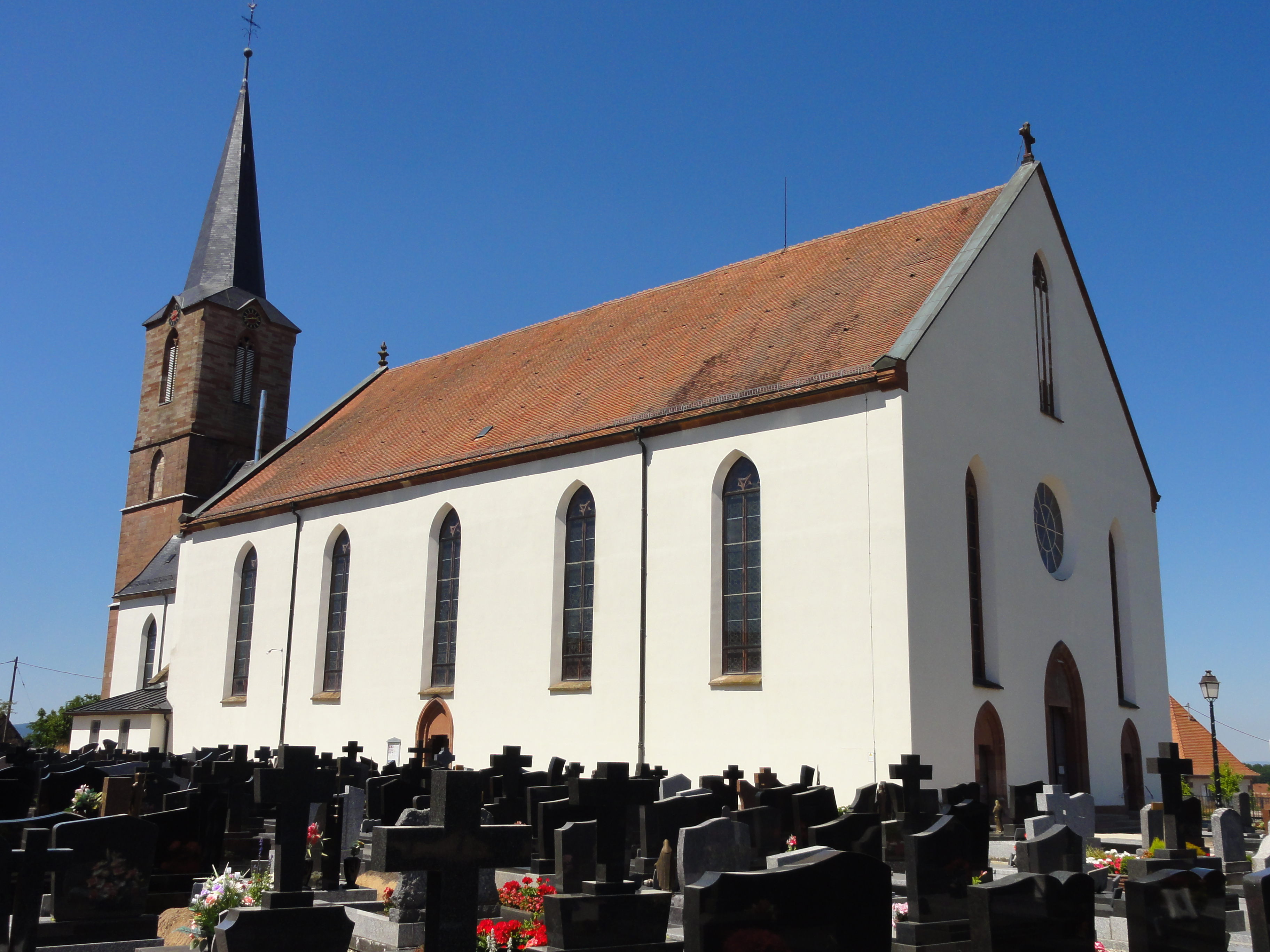
Церковь Сен-Бартелеми
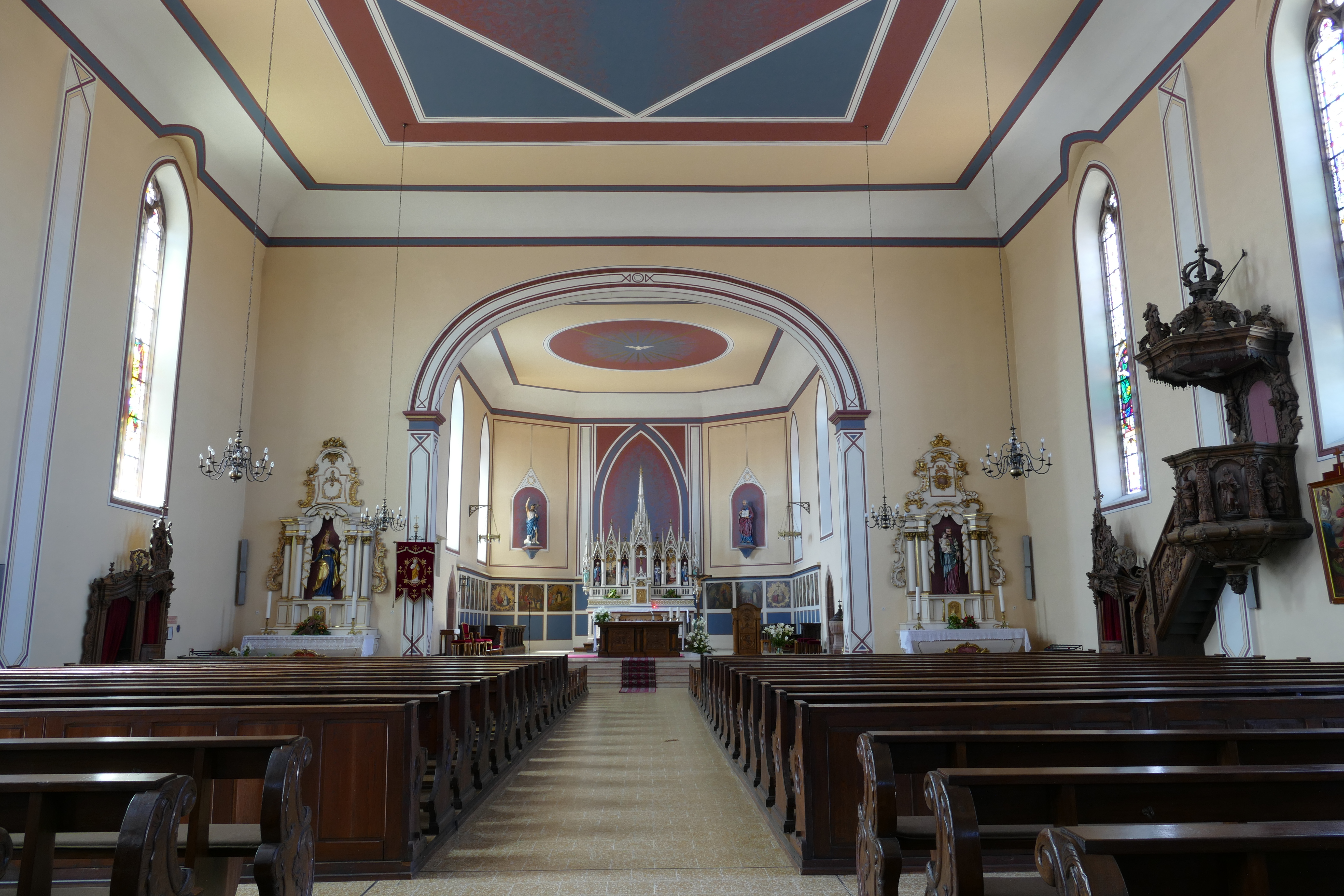
Интерьер, вид на алтарь
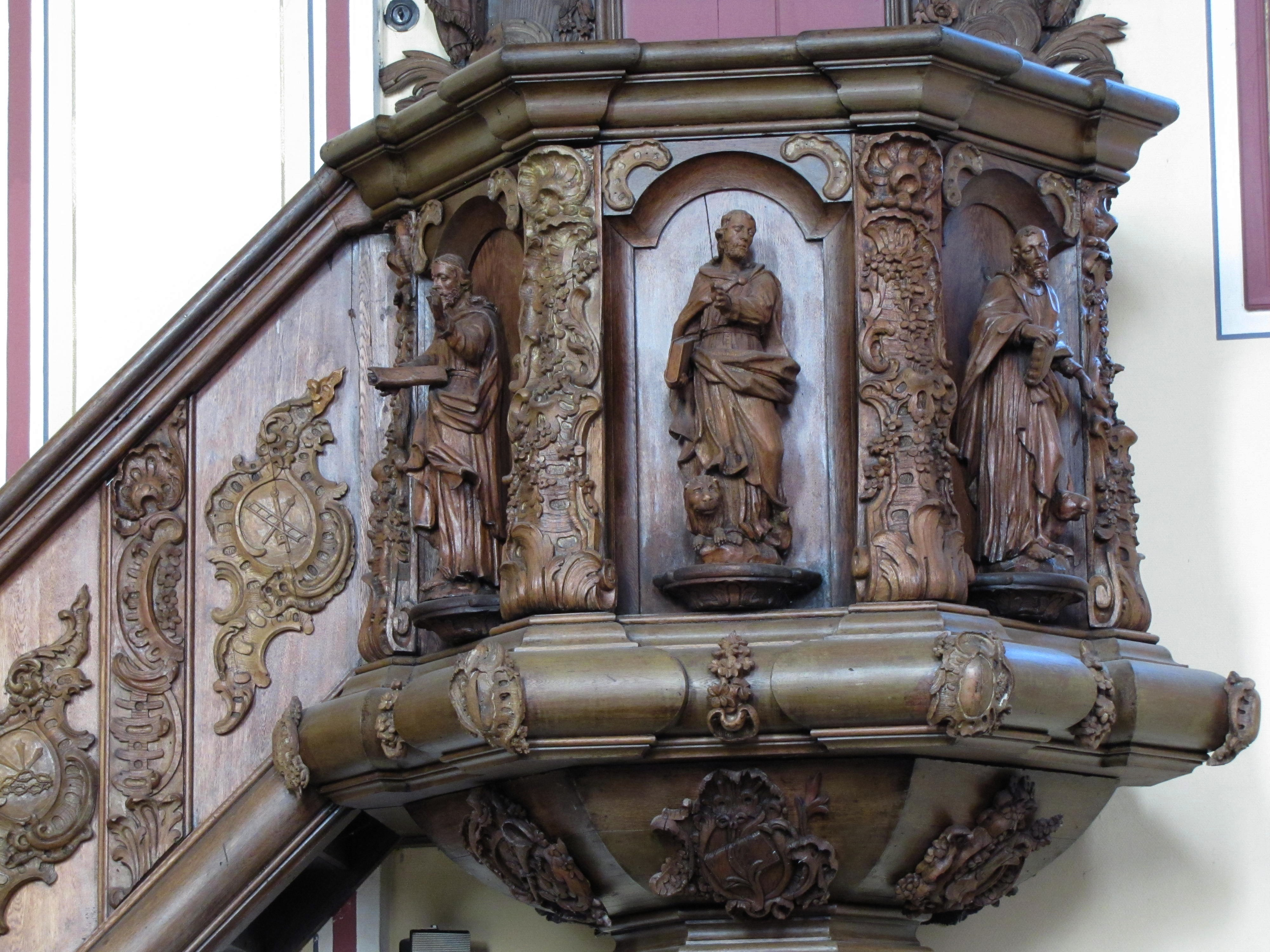
Оформление церковной кафедры
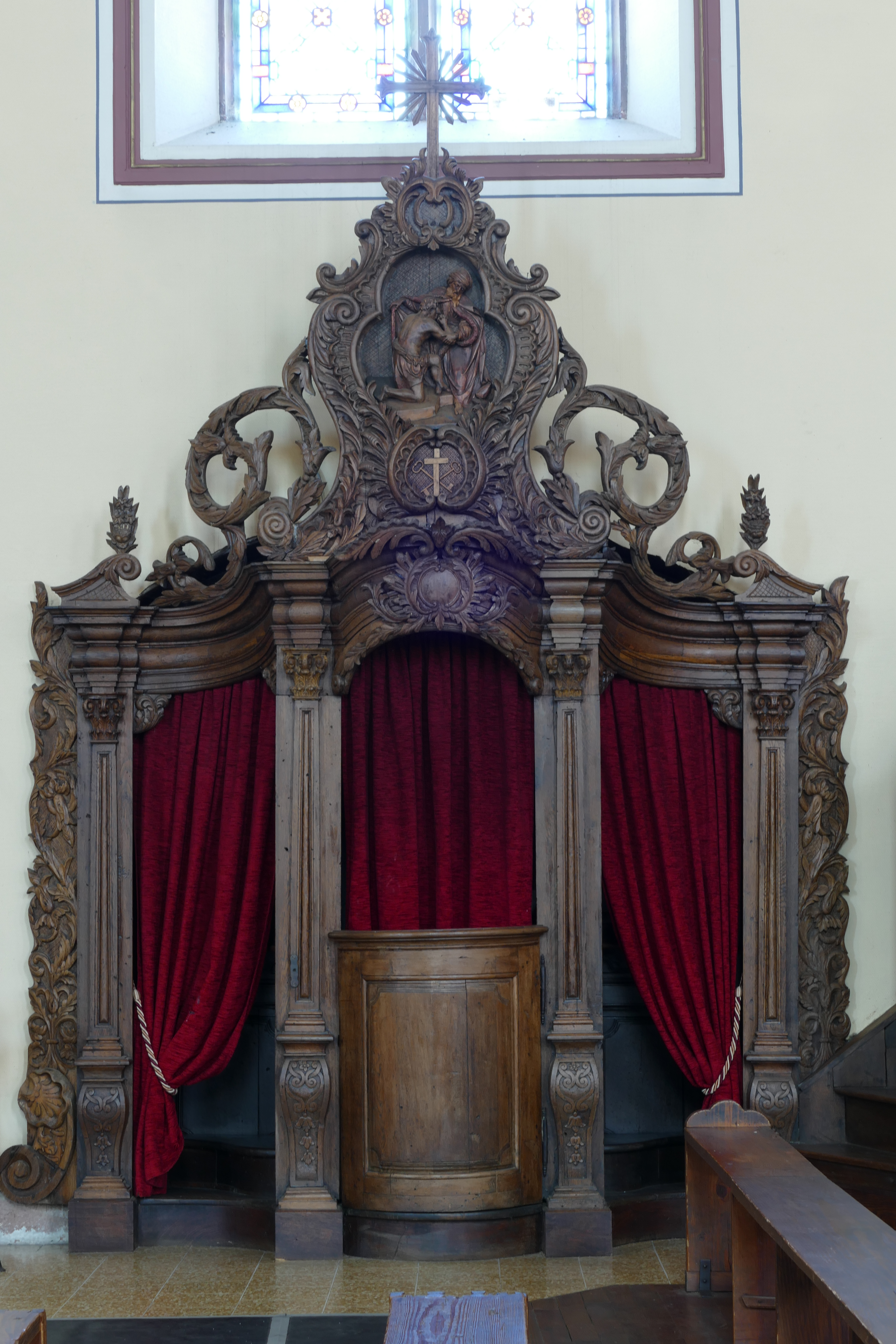
Исповедальня
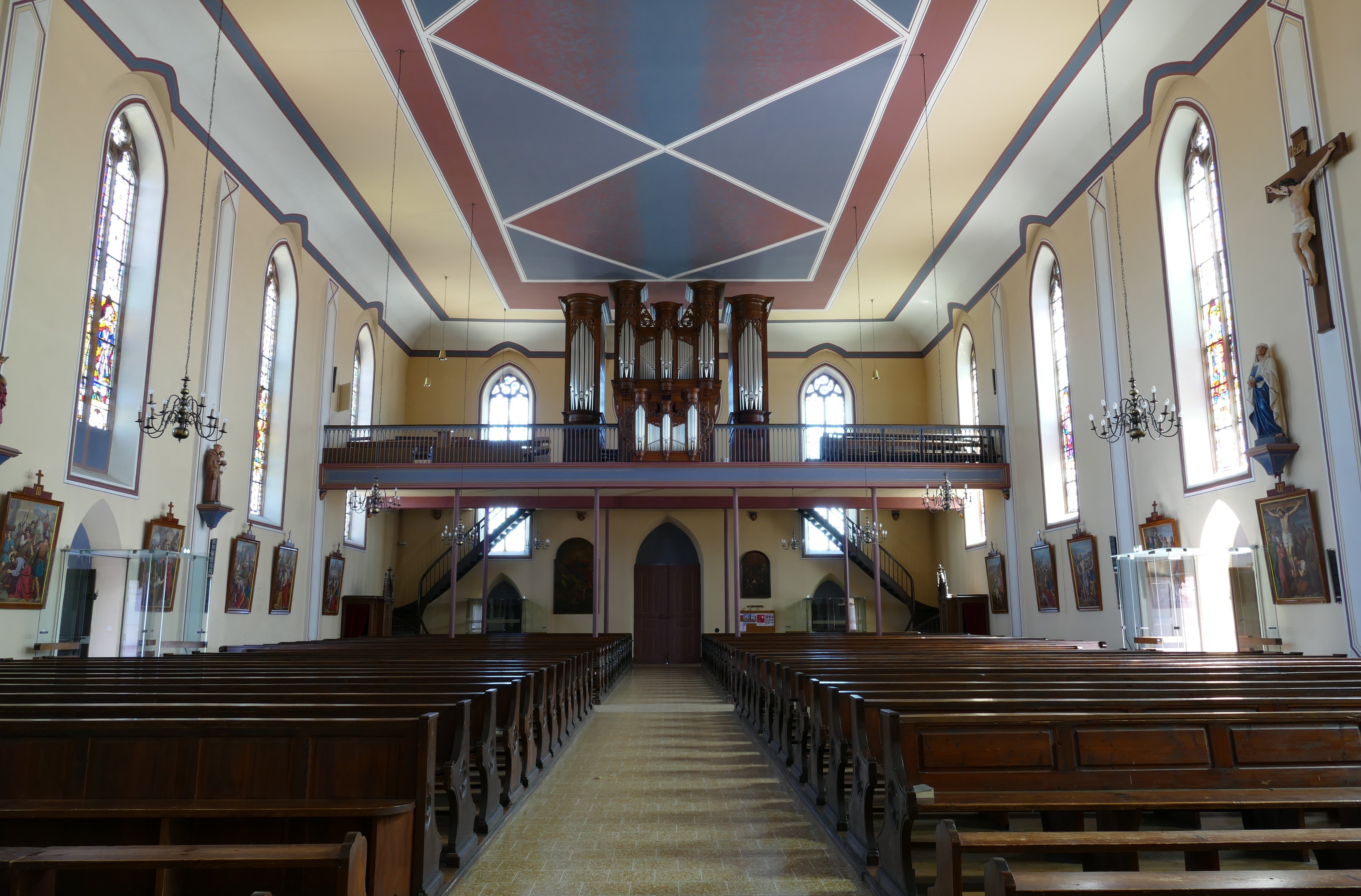
Интерьер, вид на орган
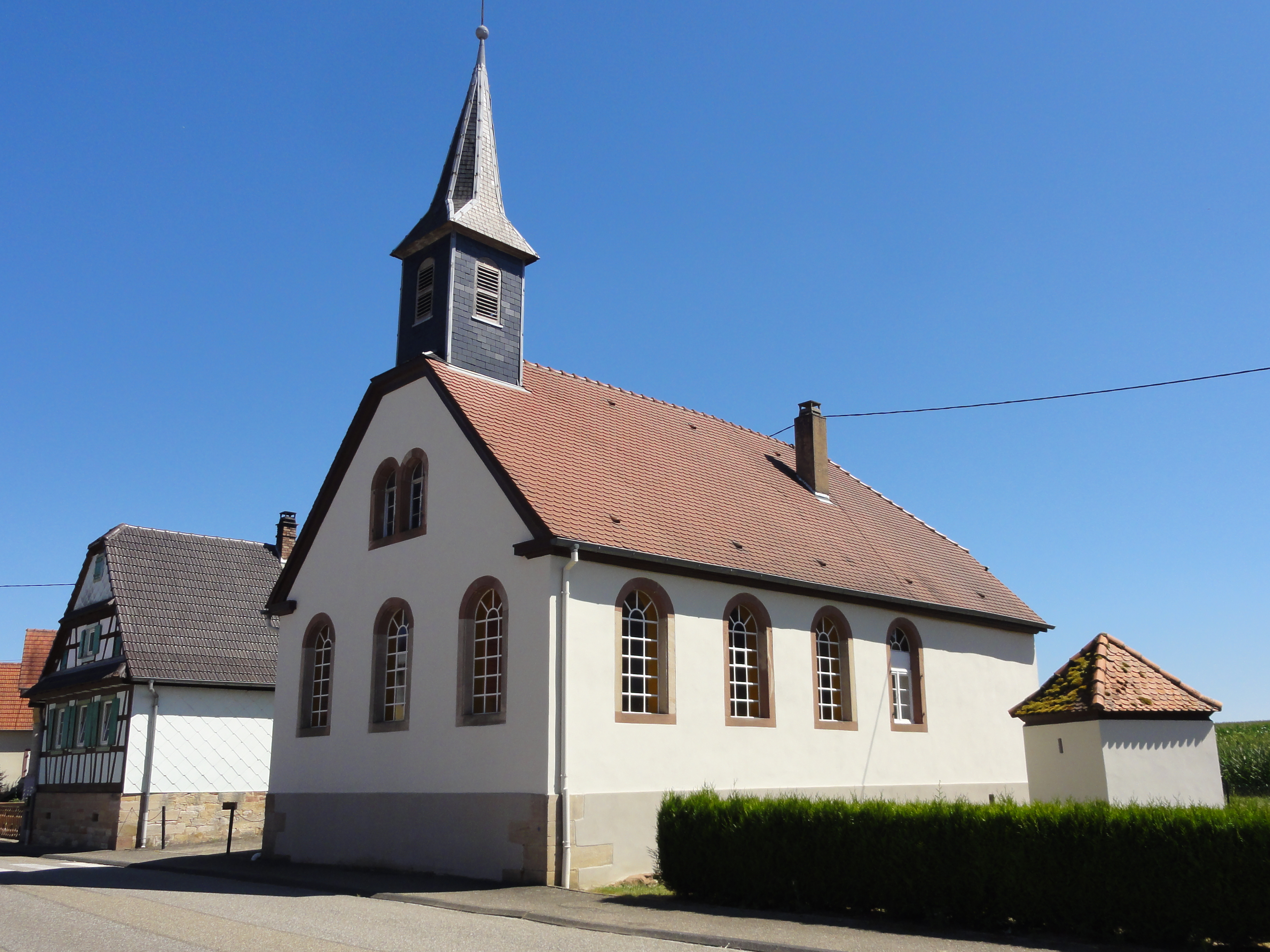
Реформатская церковь
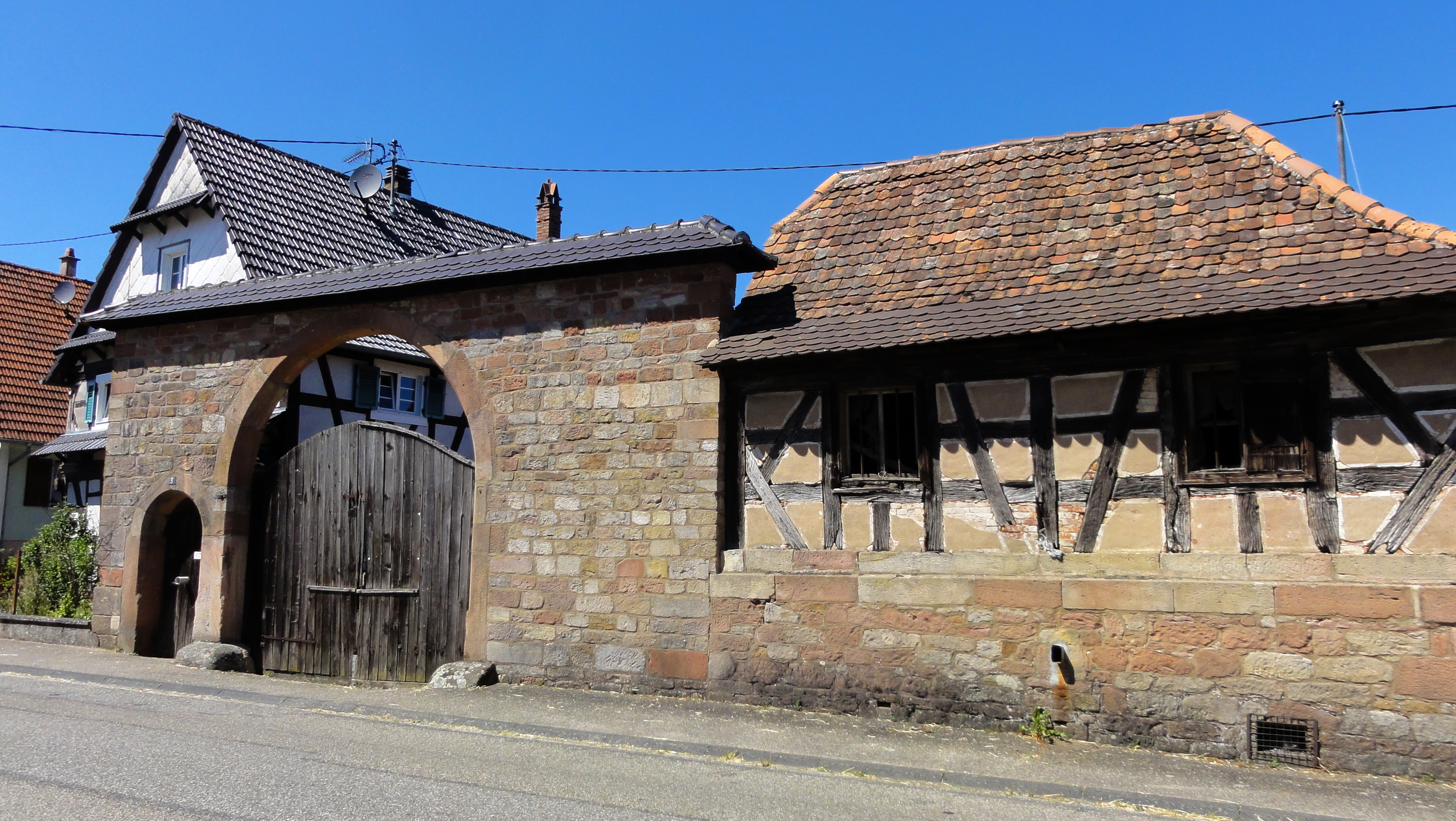
Мастерская бондаря